# تيزي نتاكوشت
تيزي نتاكوشت  (بالفرنسية: Tizi Ntakoucht)‏ هي جماعة قروية تابعة لإقليم شتوكة آيت باها ضمن جهة سوس ماسة درعة بالمغرب. بلغ مجموع عدد سكان  تيزي نتاكوشت  حسب إحصاءات 2004 حوالي 1951 نسمة يعيشون في 484 أسرة.

## إحصاء عام
| السنة | عدد السكان | عدد الأسر | عدد الأجانب |
| ----- | ---------- | --------- | ----------- |
| 1994  | 2308       | 520       | °°°°        |
| 2004  | 1951       | 484       | 0           |